# Saint-Germain-la-Blanche-Herbe
Saint-Germain-la-Blanche-Herbe – miejscowość i gmina we Francji, w regionie Normandia, w departamencie Calvados.
Według danych na rok 1990 gminę zamieszkiwało 1615 osób, a gęstość zaludnienia wynosiła 614 osób/km² (wśród 1815 gmin Dolnej Normandii Saint-Germain-la-Blanche-Herbe plasuje się na 132. miejscu pod względem liczby ludności, natomiast pod względem powierzchni na miejscu 1063.).